# Bastiontunnels van Tallinn
De Bastiontunnels van Tallinn is een 17e-eeuws tunnelsysteem onder Vanalinn in de Estse hoofdstad Tallinn. De tunnels werden gebouwd door de Zweden voor de verdediging van de oude stad. Na de Tweede Wereldoorlog werden delen van de tunnels gemoderniseerd door de Sovjet-Unie, zodat ze als schuilkelder konden dienen. In 2003 werden voorheen onbekende tunnels ontdekt tijdens de bouw van het museum van de bezetting. De tunnels zijn alleen te bezoeken onder begeleiding van een gids en rondleidingen worden georganiseerd vanuit de toren Kiek in de Kök.